# تپه مصلی گدیبی
تپه مصلی گدیبی مربوط به دوران‌های تاریخی پس از اسلام است و در شهرستان هشترود، بخش مرکزی، روستای علی آبادسفلی واقع شده و این اثر در تاریخ ۱۱ مرداد ۱۳۸۴ با شمارهٔ ثبت ۱۲۶۳۴ به‌عنوان یکی از آثار ملی ایران به ثبت رسیده است.